# Fritz Kolbow
Fritz Kolbow (* 9. Juni 1873 in Berlin-Mitte; † 8. Juli 1946 in Schöneiche bei Berlin) war ein deutscher Mouleur (auch Moulageur oder Moulagenbildner).

## Leben
Fritz Kolbow wurde am 9. Juni 1873 in Berlin-Mitte geboren. Details zu Familie, Kindheit und Ausbildung sind unbekannt. Auch wo er sein Handwerk lernte, ist nicht bekannt. Vergleiche mit den Arbeiten Heinrich Kastens, der für den Dermatologen Oskar Lassar arbeitete, lassen lediglich darauf schließen, dass Kolbow nicht die gleiche Schule durchmachte wie dieser. Thomas Schnalke vermutet, er könne bei den Brüdern Castan oder auf Reisen nach Wien, Paris oder London die Herstellung medizinischer Wachsbilder erlernt haben. Ab 1896 war er jedenfalls in Berlin tätig und fertigte für verschiedene Auftraggeber Moulagen.
Bereits 1896 stellte Kolbow Moulagen für das Pathologische Institut der Universitätsklinik, die Universitätsaugenklinik und die Chirurgische Universitätsklinik her. Ab 1898 fertigte er hauptsächlich dermatologische Moulagen für die Klinik von Edmund Lesser. 1901–1905 wurden von Kolbow unter anderem Moulagen für die dermatologische Universitätsklinik in Freiburg unter Eduard Jacobi angefertigt. Im Gegensatz zu vielen anderen Mouleuren arbeitete Kolbow nie in einer bestimmten Klinik, sondern betrieb immer private oder teilprivate Lehrmittelstätten.
1903 oder 1910 zog er nach Dresden, wo die erste Internationale Hygiene-Ausstellung und später auch das Hygiene-Museum geplant wurden, für die die meisten Moulagen von Kolbow hergestellt wurden. Er leitete das Pathoplastische Institut Karl August Lingners. 1907 heiratete er Katharina Johanna Stör, die Tochter Ingeborg kam 1912 zur Welt.
1922 kehrte Kolbow nach Berlin zurück und eröffnete sein „Atelier für Medizinische Lehrmittel Berlin: Fritz Kolbow“. Diese Firma existierte bis 1941. Durch den Krieg ruiniert, verarmt und unterernährt starb Kolbow 1946 in seiner Wohnung im Wildkanzelweg 14 in Schöneiche bei Berlin an den Folgen eines Schlaganfalls.
Fritz Kolbows Moulagen, die er meist mit „F. Kolbow“ signierte, weisen eine hohe Qualität auf. Er erhielt zahlreiche Preise, wie 1902 die silberne Medaille des Königlich Preußischen Kultus-Ministeriums und 1904 den Grand Prix, die höchste Auszeichnung für medizinische Wachsmodelle und medizinische Lehrmittel für seine auf der Weltausstellung in St. Louis gezeigten Moulagen. Seine Techniken wurden weiterüberliefert und beeinflussten die Moulagentraditionen sowohl am Dresdner Hygienemuseum als auch in der Hautklinik des Universitätsspitals Zürich durch seine Schülerin Lotte Volger. Vermutlich stammten die meisten Schaustücke in der Moulagensammlung Edmund Lessers in der Charité von Kolbow und wurden in dessen erster Berliner Phase hergestellt. Der Ophthalmologe Richard Greeff dürfte zeitweise eng mit Kolbow zusammengearbeitet und dessen Moulagen für Abbildungen in seinem Atlas der äußeren Augenkrankheiten genutzt haben.
Viele Moulagen, die Fritz Kolbow angefertigt hatte, wurden in den 1960er Jahren an Kerzenhändler verkauft und eingeschmolzen. Im Berliner Medizinhistorischen Museum der Charité befinden sich aber noch Zeugnisse seiner Arbeit. Weitere Arbeiten finden sich in zahlreichen universitären Sammlungen.